# Franck Dumas
Pour les articles homonymes, voir Dumas.
Franck Dumas, né le 9 janvier 1968 à Bayeux (Calvados), est un footballeur français reconverti entraîneur.
Formé au Stade Malherbe Caen où il découvre la première division, il réalise une partie importante de sa carrière à l'AS Monaco. Revenu à Caen en fin de carrière, il en devient l'entraîneur de mai 2005 à juin 2012.

## Carrière

### Footballeur
Formé et révélé au Stade Malherbe Caen, Dumas accompagne la montée en puissance du club normand. Milieu de terrain prometteur, il dispute son premier match en D1 face à l'AS Cannes le 16 juillet 1988, avant d’être repositionné en défense centrale par l’entraîneur Daniel Jeandupeux. L'équipe normande obtient alors des résultats inédits, au point qu’au moment où Dumas quitte la Normandie après quatre saisons dans l'élite, le Stade Malherbe est qualifié pour la coupe d'Europe.
Il rejoint l'AS Monaco, où il atteint le sommet de sa carrière de joueur professionnel. En 1997, alors qu'il est titulaire en défense centrale, il est champion de France, dans une équipe où évoluent notamment Sonny Anderson, Fabien Barthez, Thierry Henry et Emmanuel Petit.
En 1999, il part à Newcastle, en Angleterre. Signant un contrat de trois ans dans l'équipe entraînée par Ruud Gullit, Dumas pâtit du remplacement du Néerlandais par Bobby Robson qui l'écarte. Après une demi-saison et sept matchs disputés, cette expérience anglaise est pour lui un échec et il revient alors en France, à l'Olympique de Marseille,, pour combler le départ de Laurent Blanc. C'est un nouvel échec et il rejoint en octobre 2000 le RC Lens, qui termine la saison à une décevante 14e place.
Il retourne alors dans son club formateur, le SM Caen, qui évolue en Ligue 2 depuis 1997. Après trois saisons, il met un terme à sa carrière en mai 2004, sur la remontée du club en Ligue 1. Le capitaine du Stade Malherbe Caen en devient alors le directeur sportif.
En 2022, le magazine So Foot le classe dans le top 1000 des meilleurs joueurs du championnat de France, à la 264e place.

### Dirigeant et entraîneur
En mai 2005, à la suite du renvoi de l'entraîneur Patrick Remy au lendemain de la défaite en finale de Coupe de la Ligue, il prend place sur le banc bien qu'il n'ait pas les diplômes requis. Alors que l'équipe semblait condamnée à la descente, Franck Dumas passe très près de l'exploit du maintien, notamment en emportant trois rencontres d'affilée face à l'Olympique de Marseille, l'AS Saint-Étienne et le Toulouse FC. Mais une dernière défaite à Istres condamne finalement le club à la relégation en Ligue 2 ; à cette occasion, il dit vouloir abandonner le poste d'entraîneur.
Quelques semaines plus tard, alors que les contacts avancés avec des entraîneurs expérimentés ne se concrétisent pas, la décision est prise de le maintenir malgré tout au poste d'entraîneur. Les résultats sont très décevants en début de saison, et malgré une belle fin de saison, l'objectif de la remontée immédiate est manqué, Caen étant devancé par le FC Lorient à la différence de buts. Pour la saison 2006-2007, il est confirmé à la tête de l'équipe première, associé à Patrick Parizon et à Patrice Garande. Cette fois l'objectif est atteint : après une saison très régulière, le SM Caen termine à la deuxième place et retrouve la Ligue 1.
En Ligue 1, Franck Dumas se distingue par ses propos parfois acerbes ou grossiers, concernant l'arbitrage ou la performance de son équipe. En septembre 2007, un échange très houleux a lieu avec l'arbitre Éric Poulat au sujet de sa gestion du match FC Metz-SM Caen : l'entraîneur caennais conseille à l'arbitre international de « prendre vite sa retraite parce que ça [le] gonfle légèrement d'avoir des arbitres comme ça ». L'arbitre répond dans la presse :« si M. Dumas veut prendre ma place, je n'y vois pas d'inconvénient mais il y aurait des émeutes chaque week-end. De mon côté si je prenais la sienne, ça ne changerait pas grand-chose puisque Caen est déjà dernier ».
Le club caennais se veut ambitieux en début de saison 2008-2009 et vise une place parmi les dix premiers mais l'équipe est reléguée. Malgré la remise en cause de sa gestion du groupe et de sa communication vers l'extérieur, il est maintenu dans ses fonctions par le président Fortin, tandis que le contrat de Patrick Parizon n'est pas renouvelé. La saison suivante voit le club remporter pour la deuxième fois de son histoire le championnat de France de deuxième division, et par là obtenir son retour dans l'élite. Les Caennais parviennent à se maintenir en 2010-2011 mais pas la saison suivante. Le 18 juin 2012, le club officialise son remplacement par son adjoint Patrice Garande.
Quelques mois après son éviction à Caen, Franck Dumas retrouve un poste à l'AC Arles-Avignon en tant que manager général du club qui pointe à la 17e position au classement de Ligue 2. Après une saison et demie à la tête de la formation provençale où il a joué le rôle d'entraîneur sans pour autant avoir les diplômes nécessaires, il est contraint de quitter son poste en raison de ce dernier obstacle et on lui propose alors le poste de directeur sportif. Après beaucoup d'incertitudes autour de sa nouvelle fonction à l'AC Arles-Avignon, il est nommé coordinateur sportif du club le 24 juin 2014, mais quitte finalement le club quelques semaines plus tard. Il rejoint le Maroc en septembre 2014 pour entraîner le Maghreb de Fès. L'expérience tourne court, il est renvoyé après trois mois d'exercice.
En octobre 2017, il est nommé sélectionneur de la Guinée équatoriale pour trois ans.
En juillet 2018, il démissionne de poste de sélectionneur pour devenir entraîneur du club algérien de la JS Kabylie. Sous sa direction, la JSK termine à la deuxième place du championnat.
Le 14 janvier 2020, il s'engage avec le CR Belouizdad.
Le 4 août 2021, il est nommé entraîneur du Tout Puissant Mazembe. À la suite de l'élimination des Congolais au deuxième tour préliminaire de la Ligue des champions CAF contre les Ougandais du Vipers SC en octobre 2022, il quitte le club.

## Justice
En janvier 2017, Franck Dumas est condamné par le tribunal correctionnel de Caen à trois ans de prison dont dix mois avec sursis, pour fraude fiscale, après une plainte de l'administration à qui il doit 557 496 euros,. Par arrêt du 18 mars 2018, la cour d'appel de Caen a ordonné un sursis à statuer dans l'attente du résultat de la contestation opérée devant le tribunal administratif contre le caractère imposable de l'indemnité transactionnelle à la suite de la rupture de son contrat par le club. L'appel étant toujours suspensif, Franck Dumas n'est pas condamné définitivement et reste présumé innocent. Il est toutefois étrange que Franck Dumas n'ait pas demandé le dépaysement de l'affaire, alors que le journal le Monde décrit une situation dans laquelle l'ensemble du club est mis en cause dans l'affaire des matchs présumés truqués du Nîmes Olympique.

## Palmarès

### Joueur
- Champion de France en 1997 (AS Monaco)

- Membre de l'équipe-type de Division 1 en 1997

### Entraîneur
CR Belouizdad
- Champion d'Algérie en 2020
- Vainqueur de la Supercoupe d'Algérie 2019

 JS Kabylie
- Vice-Champion d'Algérie en 2019

 SM Caen
- Champion de France de L2 en 2010

## Statistiques

### Joueur
Au cours de sa carrière, Franck Dumas a disputé 407 matchs en Ligue 1 (pour 11 buts), 99 matchs en Ligue 2 (2 buts) et cinq matchs de barrage de montée de D2 à D1 (1 but),.
| Saison             | Club                   | Pays              | Championnat       | Championnat | Championnat | Coupe nationale | Coupe nationale | Coupe de la ligue | Coupe de la ligue | Coupe d’Europe | Coupe d’Europe | Coupe d’Europe |
| Saison             | Club                   | Pays              | Div.              | Matchs      | Buts        | M               | B               | M                 | B                 | Comp.          | M              | B              |
| ------------------ | ---------------------- | ----------------- | ----------------- | ----------- | ----------- | --------------- | --------------- | ----------------- | ----------------- | -------------- | -------------- | -------------- |
| 1987-1988          | SM Caen                |                   | D2                | 32 (+5)     | 2 (+1)      | 3               | 0               | -                 | -                 | -              | -              | -              |
| 1988-1989          | SM Caen                |                   | D1                | 38          | 3           | 5               | 0               | -                 | -                 | -              | -              | -              |
| 1989-1990          | SM Caen                |                   | D1                | 36          | 2           | 1               | 0               | -                 | -                 | -              | -              | -              |
| 1990-1991          | SM Caen                |                   | D1                | 38          | 2           | 1               | 0               | -                 | -                 | -              | -              | -              |
| 1991-1992          | SM Caen                |                   | D1                | 36          | 2           | 3               | 0               | -                 | -                 | -              | -              | -              |
| 1992-1993          | AS Monaco              |                   | D1                | 26          | 0           | 3               | 0               | -                 | -                 | C2             | 4              | 0              |
| 1993-1994          | AS Monaco              |                   | D1                | 36          | 1           | 3               | 0               | -                 | -                 | C1             | 9              | 0              |
| 1994-1995          | AS Monaco              |                   | D1                | 37          | 1           | 2               | 0               | 3                 | 0                 | -              | -              | -              |
| 1995-1996          | AS Monaco              |                   | D1                | 35          | 0           | 2               | 0               | 3                 | 0                 | C3             | 2              | 0              |
| 1996-1997          | AS Monaco              |                   | D1                | 36          | 0           | 1               | 0               | 3                 | 0                 | C3             | 8              | 0              |
| 1997-1998          | AS Monaco              |                   | D1                | 27          | 0           | 3               | 0               | -                 | -                 | C1             | 7              | 0              |
| 1998-1999          | AS Monaco              |                   | D1                | 25          | 0           | -               | -               | 2                 | 0                 | C3             | 5              | 0              |
| 1999-décembre 1999 | Newcastle United       |                   | Premier League    | 6           | 0           | -               | -               | -                 | -                 | C3             | 1              | 0              |
| janvier 2000-2000  | Olympique de Marseille |                   | L1                | 12          | 0           | 2               | 0               | -                 | -                 | -              | -              | -              |
| 2000-octobre 2000  | Olympique de Marseille |                   | L1                | -           | -           | -               | -               | -                 | -                 | -              | -              | -              |
| octobre 2000-2001  | RC Lens (prêt)         |                   | L1                | 25          | 0           | 0               | 0               | 2                 | 0                 | -              | -              | -              |
| 2001-2002          | SM Caen                |                   | Ligue 2           | 14          | 0           | 1               | 0               | 1                 | 0                 | -              | -              | -              |
| 2002-2003          | SM Caen                |                   | Ligue 2           | 23          | 0           | -               | -               | 1                 | 0                 | -              | -              | -              |
| 2003-2004          | SM Caen                |                   | Ligue 2           | 30          | 0           | 1               | 0               | 1                 | 0                 | -              | -              | -              |
| Total (1987-2004)  | Total (1987-2004)      | Total (1987-2004) | Total (1987-2004) | 517         | 14          | 31              | 0               | 16                | 0                 | -              | 36             | 0              |

### Entraîneur
| Saison                          | Club                            | Championnat                     | Position | Coupe de France | Coupe de la Ligue | Matchs | V       | N       | D       | BP   | BC   | Diff. |
| ------------------------------- | ------------------------------- | ------------------------------- | -------- | --------------- | ----------------- | ------ | ------- | ------- | ------- | ---- | ---- | ----- |
| mai 2005 - 2005                 | SM Caen                         | Ligue 1                         | 18e      | -               | -                 | 4      | 3       | 0       | 1       | 10   | 7    | +3    |
| 2005 - 2006                     | SM Caen                         | Ligue 2                         | 4e       | 32e             | 8e                | 44     | 22      | 12      | 10      | 69   | 38   | +31   |
| 2006 - 2007                     | SM Caen                         | Ligue 2                         | 2e       | 32e             | 2e tour           | 42     | 21      | 14      | 7       | 75   | 45   | +30   |
| 2007 - 2008                     | SM Caen                         | Ligue 1                         | 11e      | 32e             | 8e                | 41     | 13      | 13      | 15      | 54   | 62   | -8    |
| 2008 - 2009                     | SM Caen                         | Ligue 1                         | 18e      | 16e             | 16e               | 41     | 8       | 14      | 19      | 46   | 57   | -11   |
| 2009 - 2010                     | SM Caen                         | Ligue 2                         | 1er      | 32e             | 1er tour          | 42     | 20      | 15      | 7       | 54   | 34   | +20   |
| 2010 - 2011                     | SM Caen                         | Ligue 1                         | 15e      | 32e             | 8e                | 41     | 12      | 13      | 16      | 48   | 56   | -8    |
| 2011 - 2012                     | SM Caen                         | Ligue 1                         | 18e      | 32e             | 1/4               | 42     | 11      | 11      | 20      | 46   | 69   | -23   |
| Total SM Caen                   | Total SM Caen                   | Total SM Caen                   | -        | -               | -                 | 297    | 110     | 92      | 95      | 402  | 368  | +34   |
| Pourcentages/Moyennes           | Pourcentages/Moyennes           | Pourcentages/Moyennes           | -        | -               | -                 | -      | 37,04 % | 30,97 % | 31,99 % | 1,35 | 1,24 | -     |
| fév. 2013 - 2013                | AC Arles-Avignon                | Ligue 2                         | 11e      | -               | -                 | 14     | 5       | 6       | 3       | 18   | 16   | +2    |
| 2013 - 2014                     | AC Arles-Avignon                | Ligue 2                         | 13e      | 7e tour         | 2e tour           | 41     | 11      | 16      | 14      | 37   | 42   | -5    |
| Total AC Arles                  | Total AC Arles                  | Total AC Arles                  | -        | -               | -                 | 55     | 16      | 22      | 17      | 55   | 58   | -3    |
| Pourcentages/Moyennes           | Pourcentages/Moyennes           | Pourcentages/Moyennes           | -        | -               | -                 | -      | 29,09 % | 40,00 % | 30,91 % | 1    | 1,05 | -     |
| Total général                   | Total général                   | Total général                   | -        | -               | -                 | 352    | 126     | 114     | 112     | 457  | 426  | +31   |
| Pourcentages/Moyennes générales | Pourcentages/Moyennes générales | Pourcentages/Moyennes générales | -        | -               | -                 | -      | 35,79 % | 32,39 % | 31,82 % | 1,30 | 1,21 | -     |

## Hommage
Franck Dumas est mentionné dans la chanson Wondercash des Casseurs Flowters , faisant partie de la bande originale de leur film Comment c'est loin sorti en 2015.